# Хронологія війни на сході України (квітень — червень 2014)
Стаття містить хронологію проросійських виступів на півдні та сході України, починаючи з квітня 2014 року.
Основні статті: Хронологія війни на сході України, Проросійські виступи в Україні 2014, Російська диверсійна діяльність в Україні (2014).

## Квітень

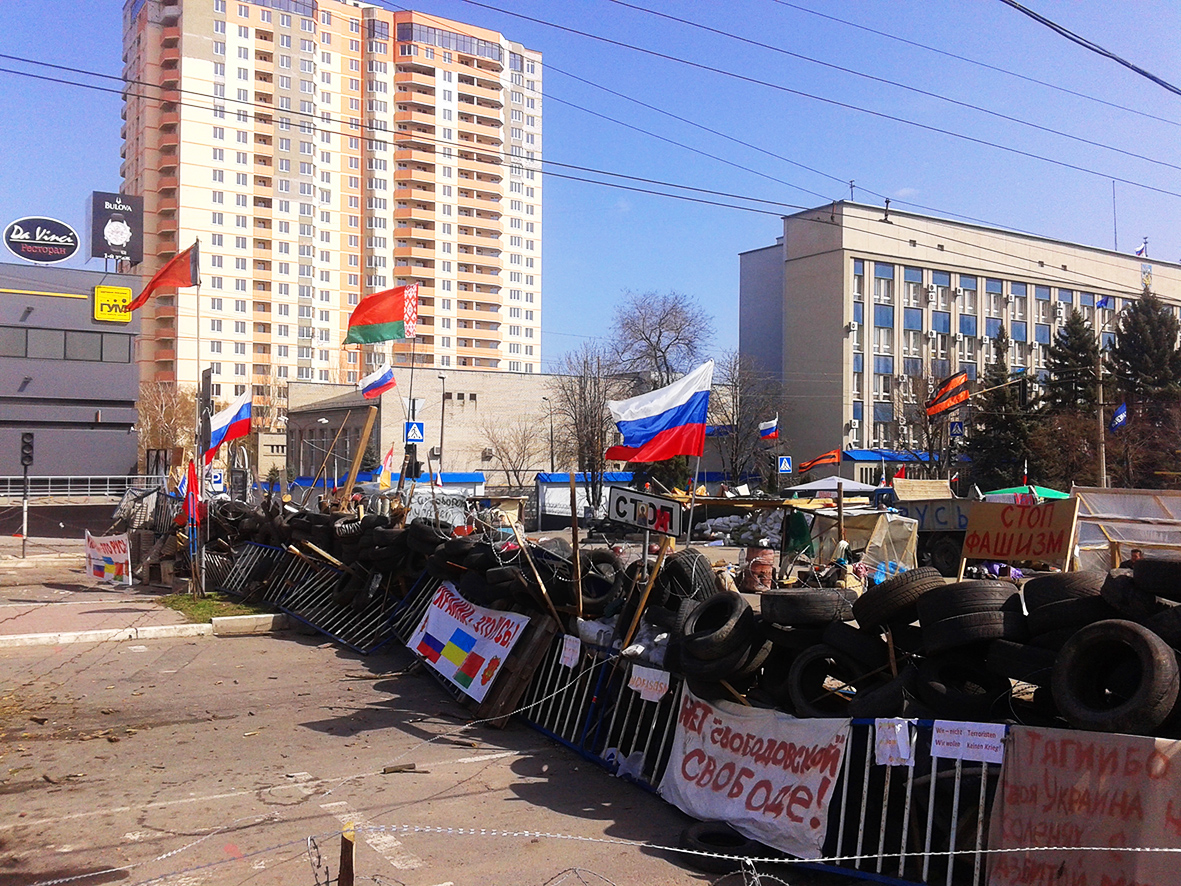
Барикади навколо будівлі УСБУ в Луганській області, в якій у квітні 2014 р. терористи розмістили «об'єднаний штаб Армії Південного Сходу»

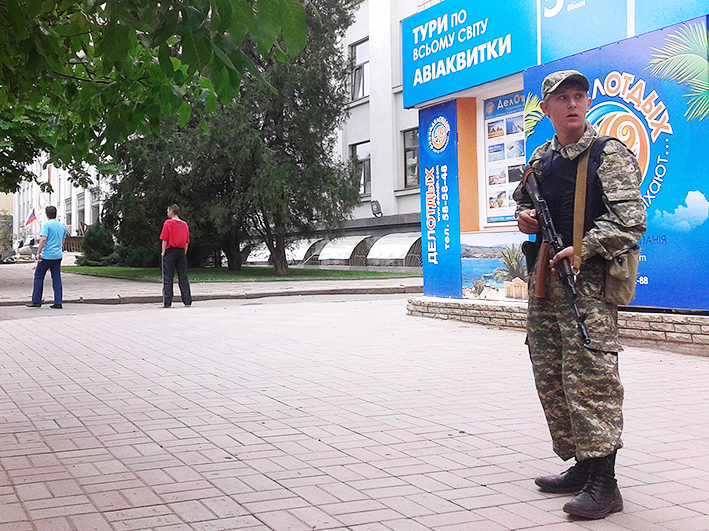
Бойовик терористичної організації «Луганська народна республіка». (Луганська ОДА, 2 червня 2014 р.)

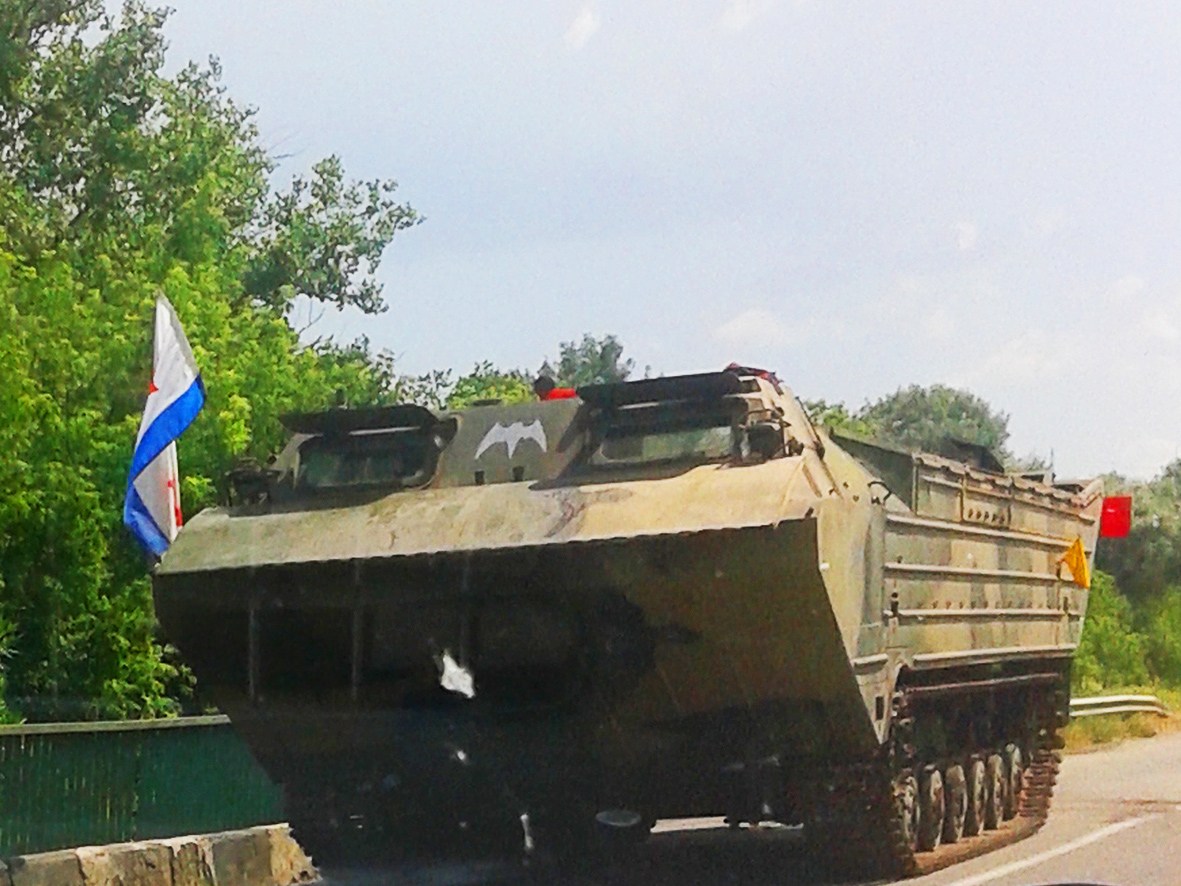
Плавучий транспортер ПТС-2 терористів, т.зв. «9-ї роти» на мосту через Сіверський Донець біля м. Щастя. 14 червня 2014 р. захоплений бійцями батальйону «Айдар»

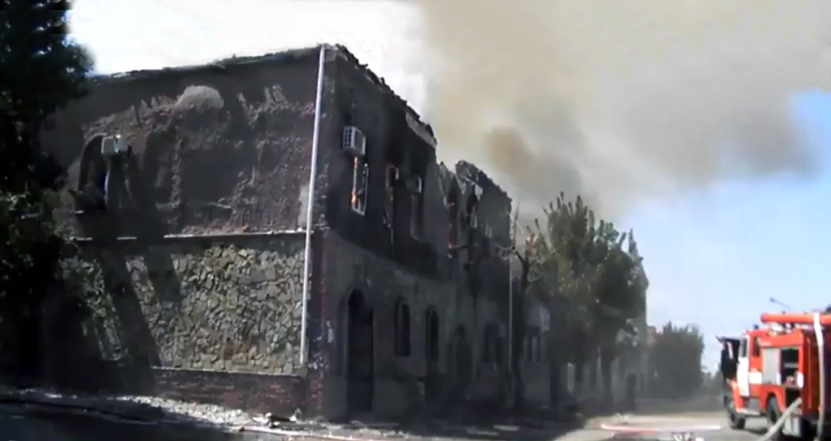
Пошкоджені будівлі в Луганську після бомбардування

### 6 квітня
6 квітня 2014 року невідомими озброєними бойовиками було оточене та захоплене приміщення Донецької обласної державної адміністрації.

### 12 квітня
Поява «зелених чоловічків» у Слов'янську та Краматорську.
12 квітня терористами захоплені державні установи та райвідділ міліції міста Слов'янськ, де був встановлений прапор Російської федерації. Дії сепаратистів схвалила міський голова, член Партії Регіонів, Н. І. Штепа. Участь в операції брали «зелені чоловічки» з Криму і ветерани розформованого спецпідрозділу «Беркут»

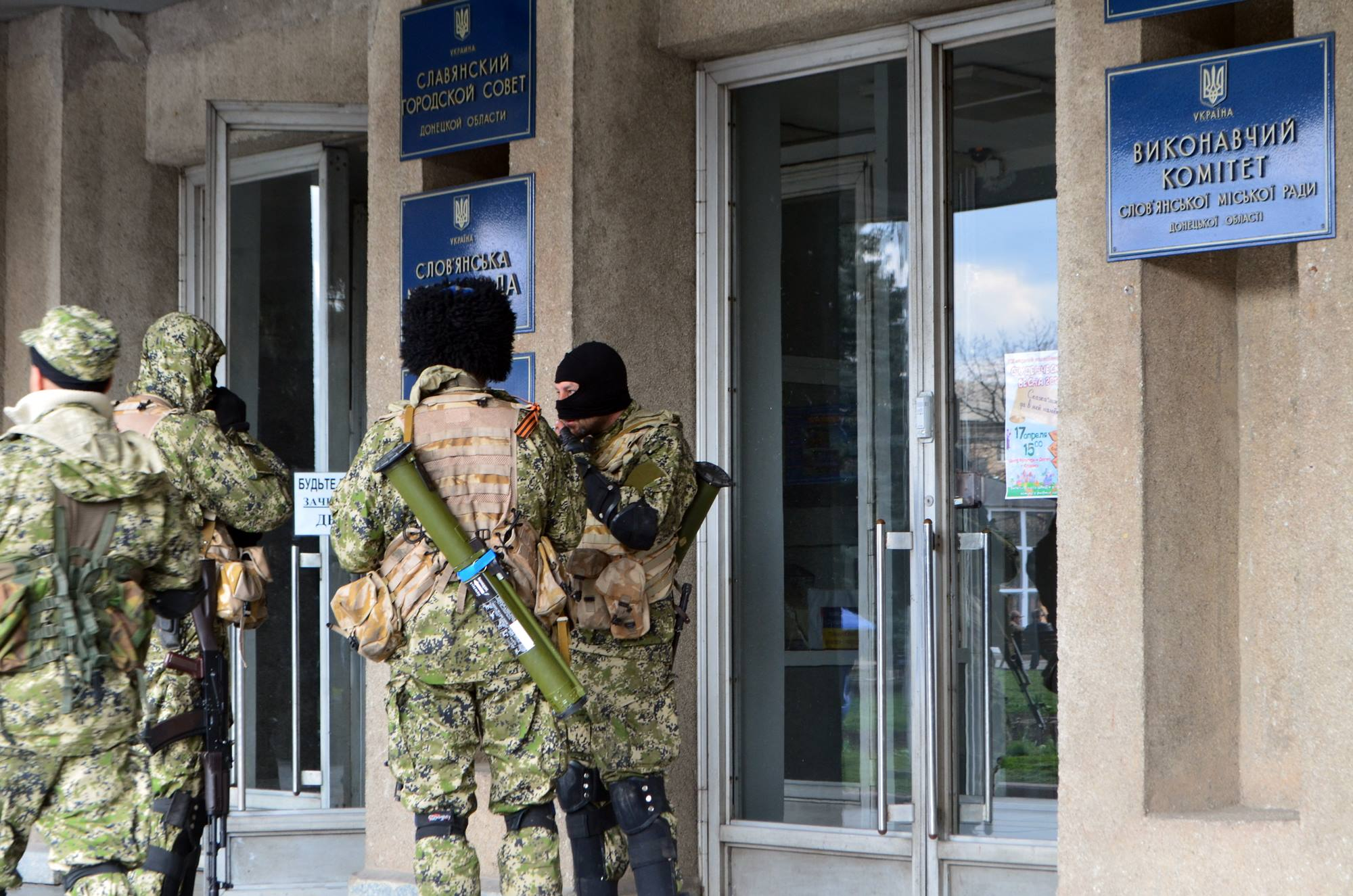
Бойовики з автоматами та РПГ-26 біля слов'янської міськради, 14 квітня 2014

Того ж дня незаконними збройними формуваннями здійснено захоплення міської ради у місті Артемівськ та міського відділка міліції і міської ради у місті Краматорськ.
В місті Горлівці цього дня була вчинена невдала спроба збройного захоплення міськради. Проте вже 14 квітня незаконними бойовими загонам під орудою російського офіцера вдалося встановити контроль над міським відділом міліції.
В Красному Лимані 12 квітня зафіксований напад російських бойовиків з короткоствольними автоматами російського виробництва серії АК10x, який був відбитий силами міліції та міськими дружинниками.
У суботу 12 квітня 2014 р. на всіх під'їздах до Дніпропетровська місцеві мешканці почали зводити блокпости. Штаб національного захисту Дніпропетровської області ухвалив рішення про часткову мобілізацію та про організацію блокпостів на всіх дорогах при в'їзді в обласний центр. Люди бояться вторгнення терористичних диверсійних загонів, які розгорнули діяльність у Донецькій області, тому готуються дати їм відсіч. Штаб національного захисту повідомив також, що протягом доби аналогічні блокпости будуть створені в інших ключових населених пунктах області.

### 13 квітня
13 квітня у Донецькій області почалась антитерористична операція (АТО) з метою зупинити терористів та сепаратистів. У ході операції правоохоронці розблоковували 2 блокпости терористів перед Слов'янськом. Терористи чинили опір і влаштували перестрілку. Внаслідок операції є вбиті і поранені з обох боків — українських силовиків та терористів.
13 квітня 2014 року незаконними збройними формуваннями були захоплені адміністративні будівлі та відділ міліції у містах Єнакієве та Харцизьк.
В.о. президента України Олександр Турчинов заявив 13 квітня 2014 р., що для того, щоб зупинити розгул тероризму, організованого російськими спецслужбами у східних регіонах України, Рада нацбезпеки та оборони розпочинає широкомасштабну антитерористичну операцію(АТО) із залученням Збройних Сил України.
13 квітня 2014 року було укріплено під'їзди до с. Червоний Оскіл з боку Красного Лиману.

### 14 квітня
14 квітня в місті Луганськ терористами було взято в облогу Луганську обласну раду та об'явлено про невизнання центральної влади в Україні.. 26 квітня представники терористів, «Народний губернатор Луганщини» Валерій Болотов і «Уповноважений представник громад області» висунули ультиматум Україні щодо припинення антитерористичної операції та погрозили що перейдуть до військового терору по всій області. 29 квітня було повторно захоплено будівлю обласної держадміністрації та обласної прокуратури
14 квітня 2014 року на в'їзді до м. Ізюм з боку Слов'янська на трасі М03 Київ — Харків — Довжанський був обладнаний укріплений мішками з піском блокпост, місто взято під охорону міліцією, Національною гвардією України із залученням БТРів та вертольотів, а також загоном самооборони. Одночасно була посилена охорона адміністративних будівель.
14 квітня 2014 року у м. Барвінкове міліціонери разом з громадськими активістами виставили кілька блокпостів, а також формуються загони самооборони у місті та у Барвінківському районі.

### 16 квітня
16 квітня 2014 р. озброєні терористи намагалися виламати ворота військової частини у Маріуполі та захопити там зброю. Використовуючи вогнепальну зброю і коктейлі Молотова терористи підпалили у військовій частині автозак. О 20:30 до частини під'їхали мікроавтобуси, з яких висадилися озброєні російські диверсанти. Вони почали закидати на територію військової частини вибухові пакети та вимагали видати їм зброю. У відповідь вартові відкрили попереджувальний вогонь у повітря. Починаючи з 22:00, українські військові почали вести прицільний вогонь по терористах. У результаті було поранено 5 нападників. Приблизно о 23:20 терористи проникли у військову частину, що призвело до 10-хвилинної інтенсивної перестрілки всередині. Було поранено 12 осіб і одного терориста убито. Потім стрілянина перемістилися з частини в навколишні райони, поодинокі постріли і черги було чути в районі міської лікарні № 3. На вул. Апатова СБУ і міліція провели спільну антитерористичну операцію й затримали близько 10 терористів. Решта нападників, відступаючи, поранили двох випадкових перехожих, спалили мікроавтобус і підпалили одну з будівель поруч з військовою частиною. За результатами антитерористичної операції в Маріуполі спікер Олександр Турчинов поінформував 17 квітня ВР:
|  | Після третьої спроби штурму, з використанням автоматичної зброї, гранат, пляшок із запалювальною сумішшю, злочинці були контратаковані. … Троє злочинців загинули, 13 поранені, 63 захоплені. Решта розбіглись і зараз переслідуються міліцією |

### 17 квітня
Чотиристороння зустріч Україна — ЄС — США — Росія у Женеві.
17 квітня терористами здійснений невдалий штурм міської ради Стаханова. Теракт був знешкоджений завдяки прибутим підкріпленням дружини міліціонерів з Луганська (близько 20 осіб), які заблокували вхід у районний відділ. Вдруге терористи взяли в облогу міськраду в ніч на 27 квітня та вже 2 травня її захопили..

### 18 квітня
18 квітня 2014 року МВС повідомило, що у Петровському районі м. Донецька були затримані 2 жителі Донецька, в яких знайдено 2 пістолети Макарова та набої до них, що перебували на обліку в міськрайонному відділі міліції у Слов'янську.

### 19 квітня
Станом на 19 квітня 2014 року в Куп'янському, Борівському, Ізюмському, Близнюківському та Барвінківському районах Харківської області створено 19 блокпостів та планується в цих районах створити ще 9 блокпостів. Ініціативу харківських автомайданівців щодо створення блокпостів на автошляхах Харківщини підтримав голова Харківської ОДА Ігор Балута, який зазначив, що встановлення блокпостів має погоджуватись з обласним управлінням МВС.

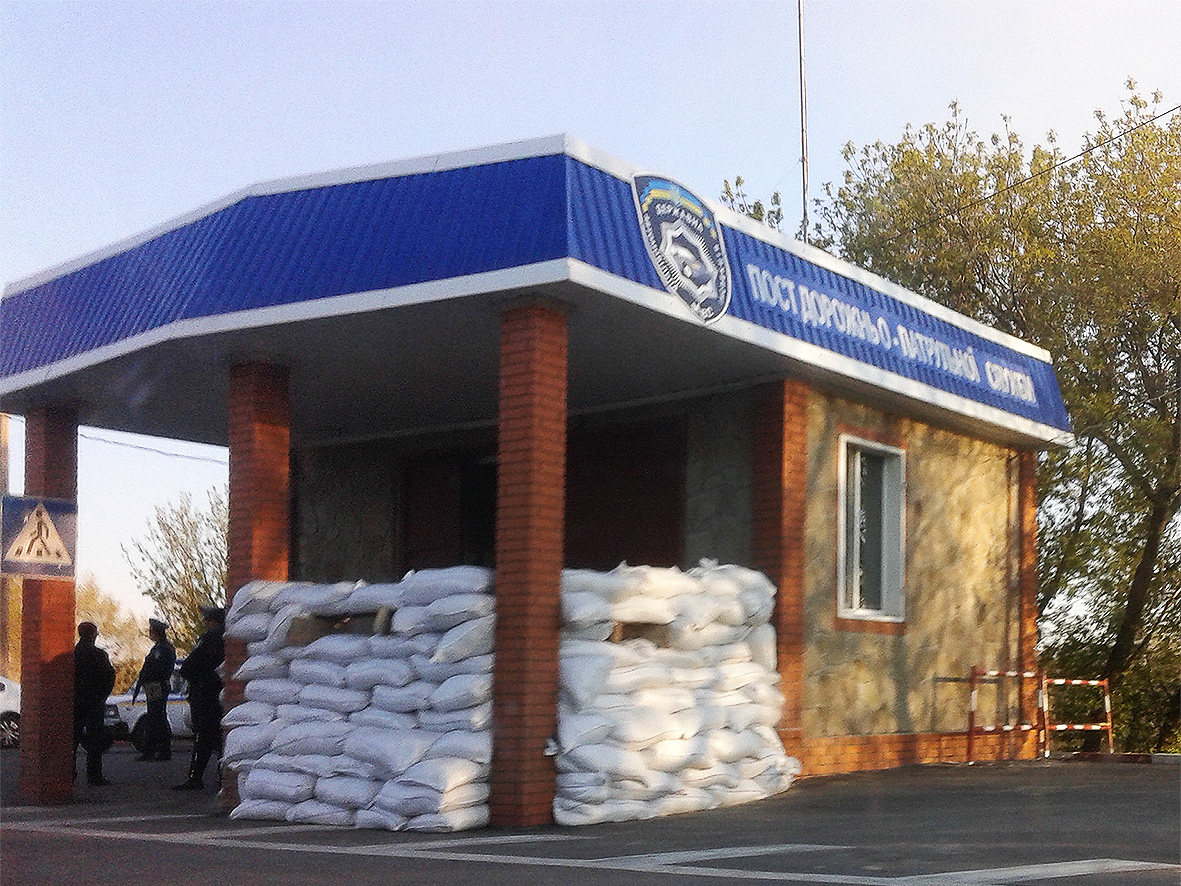
Блокпост «Проти Правого сектора» у Щасті, 26 квітня 2014

## Травень

### 2 травня
Внаслідок спроби проросійського заколоту, який видають за сутички футбольних ультрас та проросійських активістів, і пожежі в будинку профспілок у Одесі загинуло 48 осіб.

### 5 травня
5 травня 2014 року Президія Луганської облради виступила проти антитерористичної операції та розповсюдила заяву, в якій йшлося про необхідність повернення до положень угоди від 21 лютого 2014 року, а також ставилося до київської влади, яку звинувачували у розпалі громадянської війни, низку вимог, серед яких припинення каральних операцій та виведення військ до місць їх постійної дислокації, амністія всім учасникам протестних акцій, роззброєння Правого сектора й інших праворадикальних формувань, надання російській мові статус другої державної під час конституційної реформи, яка також має надати ширші повноваження органам місцевої влади.

### 9 травня
Близько 60 озброєних бойовиків вчинили спробу захоплення міського управління внутрішніх справ, внаслідок чого сталася перестрілка. Загинуло близько 20 осіб.

### 11 травня
«Референдуми» в частині Донецької та Луганської областей щодо незалежності так званих «ДНР» і «ЛНР».
Змінено керівники райдержадміністрацій у Великоновосілківському, Добропільському, Красноармійському та Олександрівському районах Донецької області.

### 13 травня
13 травня близько 30-ти проросійських терористів влаштували засідку на околицях села Маячка у кущах уздовж річки. Внаслідок нападу терористів на колону 95-ї окремої аеромобільної бригади ЗС України загинули 6 десантників, 9 отримали поранення та контузії, ще один військовий загинув від отриманих поранень під час транспортування до шпиталю.

### 15 травня
У ночі силами українських військових було зачищено п'ятикілометрову зону навколо телевізійної вежі у Слов'янську поблизу гори Карачун та знищена замаскована база терористів поблизу Краматорська.

### 16 травня
Невстановлені особи, під'їхавши на автомобілі Porsche Cayenne, розстріляли блокпост поблизу с. Успенка Лутугинського району, внаслідок чого один з сепаратистів загинув, а ще один був поранений. У той час, за словами народного депутата України Олега Ляшка цей напад здійснив партизанський загін «За єдину Україну», від акції якого загинули двоє та ще двоє сепаратистів поранені.
Проросійськими бойовиками було обстріляно з мінометів аеродром поблизу Краматорська, контрольований українськими військовими, які відкрили вогонь у відповідь. Перестрілка тривала близько 20 хвилин, внаслідок неї жертв та постраждалих з боку українських силовиків та мирного населення не було.
Того ж дня співробітниками МВС у Луганську було затримано одного з командирів «Армії Південного Сходу» Олексія Рильке.

### 17 травня
17 травня 2014 року Валерій Болотов повернувся до України, однак прикордонники його затримали. В той же час, близько 80-ти прихильників Валерія Болотова напали на прикордонну заставу, внаслідок чого відбувся бій, під час якого бойовикам вдалося відбити свого ватажка. Пізніше, Голова СБУ Валентин Наливайченко звинуватив прикордонників у отриманні хабаря, за який вони випустили Болотова до Росії.

### 18 травня
Вранці поблизу Краматорська був обстріляний з мінометів один з блокпостів українських силовиків. Вдень стрілянина точилася в районі Танкобуд у самому місті, а також під час спецоперації в районі аеродрому було захоплено ПЗРК «Гром» польського виробництва та кілька бойовиків, двоє з яких виявились журналістами російського телеканала «LifeNews», а ще один — видання «Известия», яке належить тому ж холдингу, що і LifeNews.
Вночі проросійські терористи обстріляли 4 блокпости та базовий табір поблизу Слов'янська, під час яких двоє українських військових та один боєць Національної гвардії були поранені, а також вбито одного та поранено ще одного бойовика, якого взято під варту.

### 21 травня
Уночі бойовики здійснили напад на один з блокпостів поблизу Слов'янська, який був відбитий українськими військовослужбовцями. Тієї ж ночі близько 20 бойовиків намагались здійснити напад на колону українських сил антитерористичної операції, але дії українських військових змусили нападників відступити.

### 22 травня
22 травня стався напад бойовиків терористичної організації ДНР на блокпост українських військових 51-ї механізованої бригади поблизу міста Волноваха. Внаслідок боїв щонайменше 17 людей загинуло, 32 отримали поранення.

### 24 травня
Відбувся черговий обстріл одного з блокпостів поблизу Слов'янська сил антитерористичної операції з боку проросійських бойовиків, під час якого загинули 2 українських військовослужбовців, ще 4 були поранені. Того ж дня під с. Андріївка під час обстрілу загинув італійський журналіст разом з перекладачем-росіянином, а під час артрообстрілу між українськими військовими та бойовиками один зі снарядів влучив у психіатричну лікарню на околиці Слов'янська, від чого вона зайнялась.

### 26 травня
Внаслідок боїв за аеропорт «Донецьк» було знищено більше 100 терористів. Самозваний прем'єр-міністр Донецької народної республіки Олександр Бородай підтвердив, що серед загиблих було 34 громадянина Російської Федерації.

## Червень

### 2 червня
Вибух біля Луганської ОДА, внаслідок чого загинуло 8 людей. За офіційною версією ГПУ бойовики стріляли з ПЗРК в український літак що пролітав над містом, але снаряд навівся на кондиціонер в ОДА. За версією ОБСЄ — український літак міг завдати авіаудару некерованими ракетами по ОДА.

### 3 червня
Згідно з повідомленням джерела в керівництві АТО, за 3 червня було знищено понад 500 бойовиків, втрати українських військових — 3 особи. Дмитро Тимчук повідомляє про близько 300 вбитих бойовиків і 2 з боку сил АТО.
3 червня 2014 року підрозділи українських силовиків зайняли м. Лиман. Під час боїв постраждала лікарня, в якій був опорний пункт проросійських бойовиків. Протягом наступного дня м. Красний Лиман було звільнене від бойовиків. 5 червня відбувались заходи з виявлення у місті терористів та їх посібників, а над містом вивішено прапор України, призначено нового голову Краснолиманської райдержадміністрації, правопорядок у місті почав забезпечувати спецпідрозділ МВС «Артемівськ».
Керівництво АТО повідомило, що північна частина Донецької області повністю очищена від терористів.

### 4 червня
Керівник групи інформування про АТО Владислав Селезньов повідомив, що 4 червня йде зачищення Красного Лиману та Слов'янська.
У Слов'янську було пошкоджено водогін, відновлення якого ускладнюється проведенням в цьому районі антитерористичної операції, а час проведення його ремонту невідомий. Внаслідок цього без води залишилися Слов'янськ, Дружківка, Торецьк, Костянтинівка і Краматорськ.

### 5 червня
Над міськрадою Красного Лиману піднято український прапор.
Бій під прикордонним пунктом «Маринівка». У результаті 5 українських прикордонників отримали поранення, з боку терористів було знищено автомобіль «Урал», два автомобілі КамАЗ та БТР.
Станом на 5 червня 2014 року під контролем українських урядових сил перебувало 9 районів Луганської області.

### 6 червня
У Слов'янську блокпости українських військових були обстріляні з території церкви. Один правоохоронець загинув, двоє одержали поранення.
Під Слов'янськом близько 17:00 був збитий літак Ан-30 ЗСУ, що виконував спостережуваний політ. Літак летів з Миколаївки на Ізюм. Його підбили з центру міста. Літак нахилився і почав падати на місто. Але пілоти його вирівняли і відвели на ліс. 3 члена екіпажу врятувались, 5 загинули.

### 7 червня

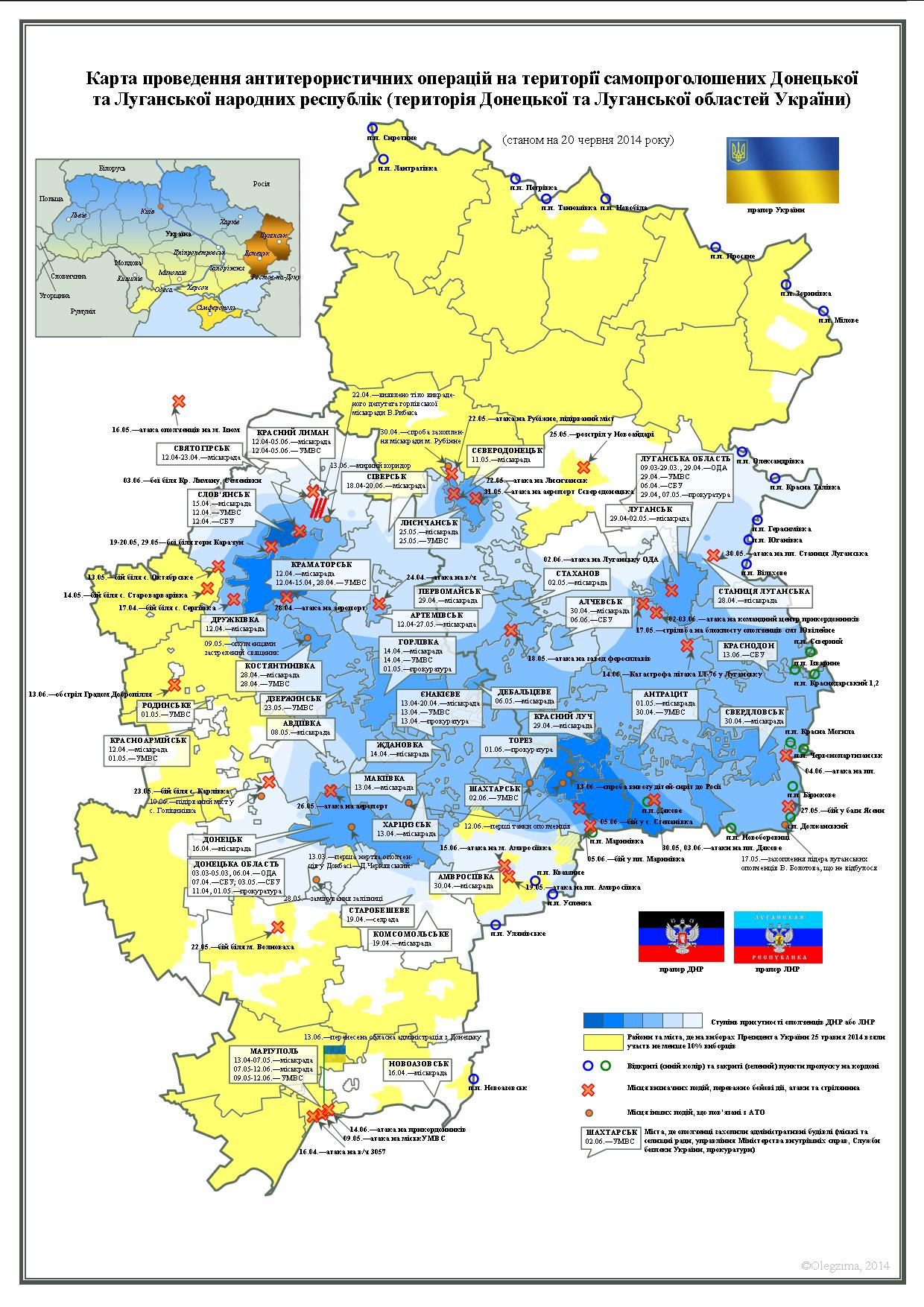
Карта проведення антитерористичних операцій на території самопроголошених Донецької та Луганської народних республік (територія Донецької та Луганської областей України)

У Донецьку обстріляли автомобіль одного із лідерів самопроголошеної «Донецької Народної Республіки» Дениса Пушиліна. Від куль помер помічник «голови» «Верховної Ради ДНР» з гуманітарних питань Максим Петрухін, сам Пушилін не постраждав.

### 9 червня
В. о. міністра оборони України Михайло Коваль повідомив, що на сході України триває процес завершення боїв.
Представники України, Росії та ОБСЄ після проведених засідань дійшли порозуміння щодо основних етапів вирішення ситуації на сході України.
Офіційно підтверджена смерть дитини в зоні АТО — восьмирічна дитина у Слов'янську.

### 10 червня
Дмитро Тимчук повідомив, що в ніч з 9 на 10 червня терористи відкрили вогонь по аеродрому в Краматорську, силовики відповіли вогнем і знищили близько 40 бойовиків.
LifeNews повідомили, що від своєї посади відсторонений самопроголошений мер Слов'янська В'ячеслав Пономарьов. На його місце призначений колишній співробітник КДБ Володимир Павленко.
На пропускному пункті «Гоптівка» було затримано жителя Донецька, який віз із Росії схеми бойового порядку Слов'янська та інші документи часів німецько-радянської війни.
Згідно з даними судово-медичних бюро Донецької області, за час військових дій зареєстровано 175 загиблих.

### 11 червня
Дмитро Тимчук повідомив, що в ніч з 10 на 11 червня терористи обстріляли два блокпости, силовики відповіли вогнем. Жертв серед силовиків немає, серед бойовиків втрати невідомі.
Проросійські бойовики напали на аеропорт у Луганську, десантники відповіли вогнем у відповідь. Жертв серед силовиків не було, серед бойовиків втрати невідомі.
Міністр охорони здоров'я Олег Мусій заявив, що за час проведення АТО до моргів Луганської та Донецької областей було доставлено 210 тіл загиблих, із них 9 жінок та 14 дітей.
У Донецькій області затримали одного з лідерів «Російської православної армії».

### 12 червня
Національна гвардія повідомила про затримання самопроголошеного «народного мера» Маріуполя Олександра Фоменка.
Військовослужбовці ЗСУ відбили напад бойовиків на блокпост поблизу міста Кремінна.

### 13 червня
Маріуполь звільнений від бойовиків.
В.о. міністра оборони Михайло Коваль повідомив, що за 13 червня було знищено близько 250 бойовиків, значна частина з яких є громадянами РФ.

### 14 червня
Військово-транспортний літак Іл-76 Повітряних Сил Збройних Сил України при посадці в аеропорту «Луганськ» був обстріляний терористами вогнем із зенітної установки та великокаліберного кулемета. На борту літака перебувало 40 десантників 25-ї окремої Дніпропетровської бригади та 9 членів екіпажу. В результаті обстрілу усі вони загинули.
У селі Мілове близько 12:30 на кордоні з Росією російські прикордонники затримали журналістку ГромадськеТБ Настю Станко. Станом на 17:50 журналістка була вже на території України.
Прес-служба Міністерства оборони повідомило, що за 14 червня було знищено близько 50 бойовиків, взято під контроль більше десяти населених пунктів та 248 км державного кордону.

### 15 червня
Під час прориву блокпоста в селищі Юрківка (Слов'янського району) було знищено трьох бойовиків.
Сили АТО затримали бойовиків, серед яких був громадянин Росії.
Село Весела Гора звільнене від бойовиків.

### 16 червня
Дмитро Тимчук повідомив, що в ніч з 15 на 16 червня близько 150 терористів обстріляли блокпост поблизу міста Сватове, намагаючись прорватися. Силовики відповіли вогнем і знищили вантажівку бойовиків. Жертв немає.
Президент України Петро Порошенко запропонував мирний план врегулювання ситуації на сході країни. Також, за його словами силовики контролюють 250 км кордону з РФ.
Дмитро Тимчук повідомив, що українські військові потрапили в полон поблизу Сніжного.
У Краматорську затримали 5 бойовиків, один із яких — громадянин Росії.
У Києві затримали спільника терориста Ігоря Безлера на прізвисько «Сєвєр».
Селище Металіст звільнене від бойовиків.
Перший віце-прем'єр-міністр України Віталій Ярема повідомив, що під час проведення АТО загинуло 125 українських силовиків.

### 17 червня
В ніч з 16 на 17 червня внаслідок обстрілу терористів позицій прикордонників поблизу села Олексіївське 31 військовий отримав поранення.
Владислав Селезньов повідомив, що на сході Луганської області внаслідок зіткнення бойовиків і силовиків знищено до 30 терористів.
За даними ООН, кількість біженців зі східних областей України становить близько 34 тисяч, загинуло понад 300 осіб.
Ірина Геращенко призначена представником президента з мирного врегулювання конфлікту на сході.
У Маріуполі затримано куратора бойовиків.
Під Луганськом внаслідок обстрілу загинуло 2 журналісти з РФ. Як повідомив Дмитро Тимчук, вони не були акредитовані в штабі АТО та перетнули кордон нелегально.
Олександр Кузьмук заявив, що з Росії на територію України проникло близько 900 бойовиків.
17 червня 2014 року у боях на околиці Луганська загинуло 4 бійців батальйону «Айдар». Пізніше Міністерство оборони України розповсюдило заяву, в якій причиною загибелі бійців назвало самовільне рішення штурму терористичних угрупувань у Луганську, під час якого бійці потрапили у засідку. За іншою інформацією, у спробі штурму Луганська брали участь 100 бійців батальйону «Айдар».

### 18 червня
Владислав Селезньов повідомив, що в ніч з 17 на 18 червня поблизу міста Щастя внаслідок зіткнення бойовиків і силовиків знищено до 30 терористів.
За даними РНБО, терористи підігнали під Донецьк два російські танки Т-72.
СБУ повідомило, що на прикордонному посту біля села Дякове захоплено 5 бойовиків. Як вони зазначили, вербуванням займалися керівники місцевого осередку КПУ.
Начальник військово-медичного департаменту Міноборони Віталій Андронатій повідомив, що за час АТО загинули 147 українських військових, 92 — травмовано та 267 — поранено.

### 19 червня
Бій під Красним Лиманом із терористами, що не виконали умов ультиматуму.
В селищі Металіст знищено близько 100 бойовиків із батальйону «Зоря».
Силами АТО звільнено смт Ямпіль та Кіровськ, знищено укріплення поблизу села Закітного, а також взято під контроль автомобільний міст, що з'єднує село із смт. Ямполем. За повідомленням ватажка терористів у Слов'янську Ігоря Гіркіна з'єднання терористичних угруповань зазнали значних втрат та відходять з Ямполя та м. Сіверська до Слов'янська
За даними Владислава Селезньова, протягом 19 червня знищено близько 200 бойовиків, загинули 4 військовослужбовця.

### 23 червня
За даними МОЗ, у Донецькій області загинуло 4 дитини.
В Донецьку відбулася зустріч тристоронньої контактної групи з реалізації мирного плану Петра Порошенка. На зустрічі були присутні екс-президент України Леонід Кучма, посол РФ в Україні Михайло Зурабов, лідер громадської організації «Український вибір» Віктор Медведчук, один із лідерів ДНР Олександр Бородай, Олег Царьов та Нестор Шуфрич. За результатами переговорів бойовики пообіцяли припинити вогонь до 10 ранку 27 червня.
Затримали лідерку маріупольського осередку «ДНР» Ірину Воропаєву.

### 24 червня
Владислав Селезньов та Дмитро Тимчук повідомили про порушення бойовиками умов припинення вогню.
Президент України Петро Порошенко повідомив, що, незважаючи на перемир'я, терористи вночі вбили одного та поранили 7 українських військовослужбовців.
Мер Донецька Олександр Лук'янченко повідомив, що за попередній тиждень у місті було викрадено 47 автомобілів, із них 42 злочини були вчинені озброєними людьми.
Під Слов'янськом був збитий вертоліт Мі-8. За попередніми даними, загинуло 9 військовослужбовців.
Президент України Петро Порошенко заявив, що, зважаючи на численні порушення перемир'я, режим припинення вогню може бути достроково скасований.
В Антрациті внаслідок вистрілу з гранатомету загинула 10-місячна дитина.
Бойовики обстріляли територію промислового майданчика підприємства ВП "Шахта «Привольнянська» ПАТ «Лисичанськвугілля» (м. Привілля, Луганської області). Загинула одна жінка.
Чаленко повідомляє, що він відбув у Москву на консультацію

### 25 червня
За даними Владислава Селезньова, за три дні перемир'я зафіксовано 44 випадки нападу бойовиків.
Під Антрацитом бойовики обстріляли блокпост — Тимчук.
За даними генерал-майора ЗСУ Олександра Розмазніна, на дні одного з озер у Слов'янську знайдено кілька сотень тіл терористів, імовірно — найманців з Росії.
За словами в.о. міністра оборони України Михайла Коваля, за час перемир'я з полону терористів було звільнено 10 полонених. Також він зазначив, що за час проведення АТО загинуло 142 військовослужбовця.
Жителі села Провалля Свердловського району Луганської області повідомили, що в ніч з 24 на 25 червня громадяни Російської Федерації, які воювали на території України на боці бойовиків, здійснили спробу повернутися до Росії. Спочатку вони були зупинені російськими прикордонниками, після другої спроби мікроавтобус був розстріляний. Згодом цю інформацію підтвердив речник РНБО Андрій Лисенко.

### 26 червня
Внаслідок обстрілу блокпоста сил АТО поблизу Донецька загинув один бойовик.
За словами голови Верховної Ради України Олександра Турчинова, українські спецслужби регулярно повідомляли йому про точний час нападу російської армії. Також він заявив, що відсутність опору під час анексії Криму пов'язана була з неготовністю Збройних сил України протистояти ворогу.
Голова «ЛНР» Валерій Болотов висловив подяку голові Комуністичної партії Російської Федерації Геннадію Зюганову за гуманітарну допомогу та фінансову підтримку.
Під час виступу на засіданні Парламентської асамблеї Ради Європи президент України Петро Порошенко заявив, що 27 червня проходить термін ультиматуму бойовикам. Також він зазначив, що бойовики тримають у заручниках 174 людини.
Бойовики взяли в полон одного із заступників Донецької ОДА Сергія Тарути.
Близько 21 години терористи здійснили мінометний обстріл військового містечка частини Національної гвардії. Також вони обстріляли два блокпости силовиків поблизу Слов'янська.
Під час телефонної розмови з Держсекретарем США Джоном Керрі міністр закордонних справ РФ Сергій Лавров повідомив, що хотів би продовження перемир'я на сході України.

### 27 червня
Озброєне угруповання «Кальміус» після 7 годин штурму військової частини 3004 Національної гвардії України захопили частину та взяли командира батальйону в полон. П'ять бойовиків були поранені. Наступного дня з'явилися докази того, що частина була «здана» без бою на основі попередніх домовленостей. Один із солдат повідомив, що після полону їх відвели до будівлі СБУ та вранці відпустили.
Внаслідок нічних штурмів терористів у Артемівську, Краматорську та Слов'янську загинули 4 українських військовослужбовця. У штурмах брало участь 8 російських танків, один із яких був знищений, а інший захоплений. Захоплений танк Т-64БВ належить до Збройних сил Російської Федерації.
Терористи відпустили 4 заручників із місії ОБСЄ, захоплених 32 дні тому у Донецькій області. Невідомою залишається доля інших 4 заручників у Луганській області.
На станції Городній у Луганській області сталися два вибухи о 4:45 та 5:20. Частково пошкоджено опору та 12 метрів колії.
Міністр внутрішніх справ України Арсен Аваков заявив, що 27 червня — останній день мирного плану президента України і нагадав, що залишився останній шанс його прийняти, інакше відповідь буде адекватною та жорсткою. Також про завершення перемир'я о 22:00 нагадали і в РНБО.
У Донецьку розпочався другий раунд консультацій так званої тристоронньої контактної групи з врегулювання ситуації на Донбасі. Серед учасників усі ті ж самі, що й брали участь у перемовинах 23 червня, відсутнім був лише Олег Царьов. Представники терористичних організацій «ДНР» і «ЛНР» пообіцяли припинити вогонь до 30 червня, а також повідомили про готовність обміняти заручників. Самопроголошений «губернатор» терористичної організації «ДНР» Павло Губарєв і російський диверсант Ігор Гіркін (Стрілок) виступають проти проведення консультацій щодо миру.
Після консультацій у штабі АТО Петро Порошенко вирішив продовжити перемир'я ще на 72 години до 22:00 30 червня.

### 28 червня
У ніч з 27 на 28 червня терористи обстріляли аеродром у Краматорську, а також два опорні пункти АТО на Донеччині. Жертв немає.
Міністр закордонних справ РФ Сергій Лавров повідомив, що сепаратисти звільнили членів місії ОБСЄ у відповідь на заклики Патріарха Кирила і російського керівництва за підсумками недавніх зустрічей з президентом Швейцарії.
СБУ затримала одного з лідерів бойовиків, підлеглого терориста Ігоря Безлера на прізвисько «Чех», який тікав у Крим. Також заступник голови СБУ Віктор Ягун навів докази причетності Росії до підготовки та вербування бойовиків. За його словами, в Пскові, Таганрозі, Шахтах, селі Молькіно Краснодарського краю та на території Московської області діють спеціальні центри підготовки диверсійних груп для вчинення терористичних актів та диверсій, збройних нападів на українських військовослужбовців і мирне населення.
Міністр закордонних справ Німеччини Франк-Вальтер Штайнмаєр повідомив, що, незважаючи на перемир'я з боку сил АТО, фактично напруга не послабилася.

### 30 червня
В ніч з 29 на 30 червня під час штурму військової частини в селищі Спартак поблизу Донецька загинув російський оператор Першого каналу Анатолій Клян. Як потім повідомив журналіст російського видання Forbes, терористи навмисне підставили журналістів під кулі для підвищення суспільного резонансу.
Під час пошуково-розвідувальних заходів на кордоні в Луганській області прикордонний наряд на БТР-80 підірвався на протитанковій міні — поранено 6 військовослужбовців.